# 29984 Zefferer
A 29984 Zefferer (ideiglenes jelöléssel (29984) 1999 VC79) a Naprendszer kisbolygóövében található aszteroida. A LINEAR projekt keretében fedezték fel 1999. november 4-én.